# Waleri Tschetschelaschwili

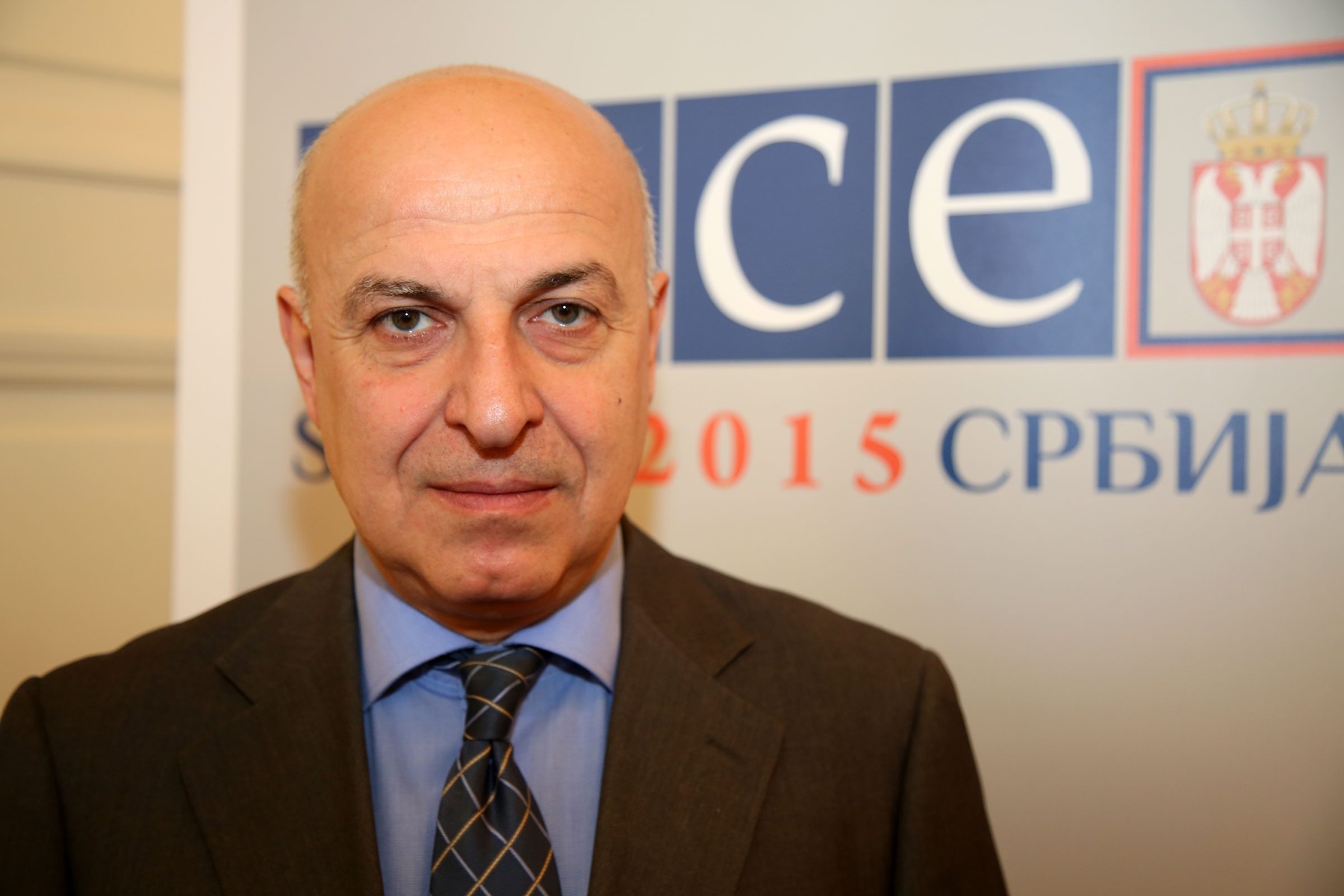
Waleri Tschetschelaschwili (2015)

Waleri Tschetschelaschwili (georgisch ვალერი ჩეჩელაშვილი; * 17. März 1961 in Tiflis) ist ein georgischer Politiker und Diplomat. Der Volkswirt war von Februar bis Juni 2005 Finanzminister Georgiens. Von November 2005 bis September 2006 amtierte er als stellvertretender Außenminister. Am 26. September 2006 wurde er zum Generalsekretär der GUAM gewählt. Am 1. Juni 2007 nahm er seine Amtstätigkeit auf.

## Leben
1983 schloss er ein Studium an der Fakultät für internationale Beziehungen und internationales Recht an der Universität Kiew ab. Spezialgebiet: Internationale Wirtschaftsbeziehungen. 1987 war er Chefingenieur im Ministerium für Leichtindustrie Georgiens. Im gleichen Jahr wechselte er als stellvertretender Abteilungsleiter zur Vereinigung der Staatlichen Kurorte Georgiens, Sakkurorti.
1989 trat er in das georgische Außenministerium ein. Zunächst war er Erster Sekretär, dann stellvertretender Chef des Ausschusses für Wirtschaftsbeziehungen, schließlich Leiter der Abteilung für Wirtschaftsbeziehungen. 1994 wurde er Botschafter in der Ukraine, 1996 zusätzlich Botschafter in Moldawien. 1998 wurde er stellvertretender Außenminister. Im April 2000 wechselte er als dritter Generalsekretär zum Permanenten Internationalen Sekretariat der Schwarzmeer-Wirtschaftskooperation (BSCE PERMIS). Im August 2004 wurde er Botschafter in Russland.
Nach dem Tod Premierminister Surab Schwanias galt er als Favorit von Parlamentspräsidentin Nino Burdschanadse für die Nachfolge als Regierungschef.
Am 17. Februar 2005 wählte ihn das georgische Parlament auf Vorschlag Ministerpräsident Surab Nogaidelis zum Finanzminister. Tschetschelaschwili trat am 29. Juni wegen eines Korruptionsskandals an der Spitze der Tifliser Steuerbehörde vom Ministeramt zurück. Präsident Saakaschwili hatte ihn als persönlich integer bezeichnet, jedoch aufgefordert, politische Konsequenzen zu ziehen. Er kehrte in den diplomatischen Dienst zurück und war ab September 2005 Botschafter in der Schweiz. Im November 2005 wurde er stellvertretender Außenminister Georgiens, im September 2006 wechselte er in das Amt des Generalsekretärs der GUAM.
Tschetschelaschwili ist verheiratet und hat drei Kinder. Er spricht russisch, englisch und französisch.